# Jørgen Lerdam
Jørgen Lerdam (* 1958 in Dänemark) ist ein dänischer Animator und Regisseur.

## Leben
Jørgen Lerdam begann nach seiner Ausbildung in der Animation bei Bent Barfod Film. Anschließend arbeitete er im Bereich der Filmregie und als Chef-Animator und Regisseur. Sein Debüt als Animateur und leitender Zeichner in dem Trickfilm Walhalla. 1988 war er einer Mitgründer des dänischen Animationsfilmstudio A. Film A/S. Seitdem ist er hauptsächlich in der Filmanimation dieses Unternehmen tätig, die mehrere international erfolgreiche Animationsfilme mit seiner Mitwirkung veröffentlichte. Weiterhin wirkte er in der Animation in den Filmen Charlie – Alle Hunde kommen in den Himmel aus dem Jahr 1989, Meister Dachs und seine Freunde von 1993 und in Asterix in Amerika 1994. Sein Regiedebüt hatte Lerdam 1996 in dem Animationsfilm Hugo, das Dschungeltier – Filmstar wider Willen, (Jungledyret 2 – den store filmhelt), an der Seite des dänischen Regisseur-Duos Stefan Fjeldmark und Flemming Quist Møller. 2012 war er als Regisseur in dem Computeranimationsfilm Niko 2 – Kleines Rentier, großer Held tätig. Als Regisseur in zwei Animationsfilmen der dänischen Olsenbande, wirkte Lerdam 2010 in Die Olsenbande in feiner Gesellschaft und 2013 in Die Olsenbande auf hoher See. 2017 wirkt er an den Animationsfilmen Die unglaubliche Geschichte von der Riesenbirne (Den utrolige historie om den kæmpestore pære) und The Little Vampire 3D mit.

## Filmografie

### Regie
- 1996: Hugo, das Dschungeltier – Filmstar wider Willen (Jungledyret 2 – den store filmhelt)
- 2002–2003: WunderZunderFunkelZauber – Die Märchen von Hans Christian Andersen (The Fairytaler, Fernsehserie, 26 Folgen)
- 2005: Morgen, Findus, wird’s was geben (Pettson och Findus 3: Tomtemaskinen)
- 2007: Hugo, das Dschungeltier – Auf und davon (Jungledyret Hugo: Fræk, flabet og fri) (hier auch die Figurengestaltung)
- 2009: Kuddelmuddel bei Pettersson & Findus (Pettson & Findus – Glömligheter)
- 2010: Die Olsenbande in feiner Gesellschaft (Olsen-banden på de bonede gulve)
- 2012: Niko 2 – Kleines Rentier, großer Held (Niko 2: Lentäjäveljekset)
- 2013: Die Olsenbande auf hoher See (Olsen Banden på dybt van)
- 2014: Amazon Jack
- 2017: The Little Vampire 3D
- 2017: Die unglaubliche Geschichte von der Riesenbirne (Den utrolige historie om den kæmpestore pære), zusammen mit Philip Einstein Lipski und Amalie Næsby Fick[1]

### Regieassistenz
- 1986 Walhalla (Valhalla)

### Animation
- 1986: Walhalla (leitender Zeichner)
- 1987: Baby Quark (Animation)
- 1989: Charlie – Alle Hunde kommen in den Himmel (All Dogs Go to Heaven) (Character Animator)
- 1989–1990: Benjamin Blümchen (Animation)
- 1991: Prinzessin Aline & die Groblins (The Princess and the Goblin) (Animator)
- 1992: Der kleene Punker (Animation)
- 1992: Ferngully – Christa und Zaks Abenteuer im Regenwald (FernGully: The Last Rainforestk) (Animation)
- 1993: Hugo, das Dschungeltier (Jungledyret) (Chef Animator)
- 1993: Meister Dachs und seine Freunde (Once Upon a Forest) (führender Trickzeichner)
- 1994: Asterix in Amerika (führender Zeichner)
- 1994: Der Zaubertroll (A Troll in Central Park) (Character Animator)
- 1994: Felidae (Animation)
- 1995: Affenchaos: Im Dschungel ist der Teufel los (Aberne og det hemmelige våben) (Animation)
- 1995: Balto – Ein Hund mit dem Herzen eines Helden (Balto) (Animator)
- 1996: Charlie – Ein himmlischer Held (All Dogs Go to Heaven 2) (Figurengestaltung und Animationsdirektor)
- 1996: Hugo, das Dschungeltier – Filmstar wider Willen (Jungledyret 2 – den store filmhelt) (Chef Animator)
- 1998: Das magische Schwert – Die Legende von Camelot (Quest for Camelot) (Animation)
- 2000: Hilfe! Ich bin ein Fisch (Hjælp, jeg er en fisk) (Animation)
- 2006: Zombie Hotel (Character Designer)
- 2012: Ritter Rost – Eisenhart & voll verbeult
- 2013: Angry Birds Toons

### Ausstattung
- 1996: Charlie – Ein himmlischer Held (All Dogs Go to Heaven 2) (Storyboardzeichner)
- 2006: Asterix und die Wikinger (Astérix et les Vikings) (Storyboard)
- 2006: Das hässliche Entlein & ich (Storyboardzeichner)

### Darsteller
- 2008: Rejsen til Saturn (Sprechrolle als freier Journalist)
- 2010: Die Olsenbande in feiner Gesellschaft (Olsen-banden på de bonede gulve, Sprechrolle als Königin Magarethe)

### Visuelle Effekte
- 2007: Hugo, das Dschungeltier – Auf und davon